# Zwitserland op de Olympische Zomerspelen 1900
Zwitserland nam deel aan de Olympische Zomerspelen 1900 in Parijs, Frankrijk.

## Medailles

### Goud
- Emil Kellenberger — schieten, drie posities militair geweer
- Karl Röderer — schieten, individueel militair pistool
- Konrad Stäheli — schieten, geknield militair geweer
- Friedrich Lüthi, Paul Probst, Louis-Marcel Richardet, Karl Röderer, Konrad Stäheli — schieten, team militair pistool
- Franz Böckli, Alfred Grütter, Emil Kellenberger, Louis-Marcel Richardet, Konrad Stäheli — schieten, team militair geweer
- Bernard de Pourtalès, Hélène de Pourtalès, Hermann de Pourtalès — zeilen, 1-2 ton race 1

### Zilver
- Emil Kellenberger — schieten, geknield militair geweer
- Bernard de Pourtalès, Hélène de Pourtalès, Hermann de Pourtalès — zeilen, 1-2 ton race 2

### Brons
- Konrad Stäheli — schieten, individueel militair pistool

## Resultaten per onderdeel

### Schermen
Zwitserland debuteerde bij het schermen. Het vaardigde drie schermers af.
| Onderdeel | Plaats | Schermer    | Eerste ronde                 | Kwartfinale                  | Repechage     | Halve finale  | Finale        |
| --------- | ------ | ----------- | ---------------------------- | ---------------------------- | ------------- | ------------- | ------------- |
| Floret    | 25-34  | Paul Robert | Gaat door na jurybesluit     | Uitgeschakeld na jurybesluit | Uitgeschakeld | Uitgeschakeld | Uitgeschakeld |
| Floret    | 38-54  | Jean Weill  | Uitgeschakeld na jurybesluit | Uitgeschakeld                | Uitgeschakeld | Uitgeschakeld | Uitgeschakeld |
| Sabel     | 19-23  | de Boffa    | 5e-6e in groep               | Uitgeschakeld                | Uitgeschakeld | Uitgeschakeld | Uitgeschakeld |

### Turnen
Zwitserland nam voor de tweede keer mee aan het turnen. Deze sport werd gedomineerd door de Fransen. De enige Zwitser won geen medaille.
| Onderdeel    | Plaats | Turner            | Score |
| ------------ | ------ | ----------------- | ----- |
| Gecombineerd | 19     | Jules Ducret      | 264   |
| Gecombineerd | 23     | Oscar Jeanfavre   | 261   |
| Gecombineerd | 43     | Charles Broadbeck | 245   |

### Zeilen
| Onderdeel             | Plaats | Zeilers                                                      | Tijd (totaal)  |
| --------------------- | ------ | ------------------------------------------------------------ | -------------- |
| 1-2 ton klasse race 1 | 1e     | Bernard de Pourtalès Helen de Pourtalès Hermann de Pourtalès | 2:15:32        |
| 1-2 ton klasse race 2 | 2e     | Bernard de Pourtalès Helen de Pourtalès Hermann de Pourtalès | 3:35:14        |
| Open klasse           | DNF    | Bernard de Pourtalès Helen de Pourtalès Hermann de Pourtalès | Niet gefinisht |

### Schieten
Nadat er vier jaar geleden geen enkele medaille bij het schieten was gewonnen, domineerden de Zwitsers dit keer wél. Vijf van de negen onderdelen werden gewonnen en er werd nog zilver en brons gehaald.
| Onderdeel                     | Plaats | Schutter                                                                                | Score |
| ----------------------------- | ------ | --------------------------------------------------------------------------------------- | ----- |
| Snelvuurpistool               | 5e     | Paul Probst                                                                             | 57    |
| Militair pistool individueel  | 1e     | Karl Röderer                                                                            | 503   |
| Militair pistool individueel  | 3e     | Konrad Stäheli                                                                          | 453   |
| Militair pistool individueel  | 4e     | Louis-Marcel Richardet                                                                  | 448   |
| Militair pistool individueel  | 7e     | Friedrich Lüthi                                                                         | 435   |
| Militair pistool individueel  | 9e     | Paul Probst                                                                             | 432   |
| Militair pistool team         | 1e     | Friedrich Lüthi, Paul Probst, Louis-Marcel Richardet, Karl Röderer, Konrad Stäheli      | 2271  |
| Militair geweer staand        | 5e     | Franz Böckli                                                                            | 294   |
| Militair geweer staand        | 6e     | Emil Kellenberger                                                                       | 292   |
| Militair geweer staand        | 7e     | Alfred Grütter                                                                          | 282   |
| Militair geweer staand        | 14e    | Konrad Stäheli                                                                          | 272   |
| Militair geweer staand        | 17e    | Louis-Marcel Richardet                                                                  | 269   |
| Militair geweer geknield      | 1e     | Konrad Stäheli                                                                          | 324   |
| Militair geweer geknield      | 2e     | Emil Kellenberger                                                                       | 314   |
| Militair geweer geknield      | 7e     | Franz Böckli                                                                            | 300   |
| Militair geweer geknield      | 9e     | Louis-Marcel Richardet                                                                  | 297   |
| Militair geweer geknield      | 25e    | Alfred Grütter                                                                          | 265   |
| Militair geweer liggend       | 5e     | Emil Kellenberger                                                                       | 324   |
| Militair geweer liggend       | 12e    | Louis-Marcel Richardet                                                                  | 307   |
| Militair geweer liggend       | 21e    | Franz Böckli                                                                            | 289   |
| Militair geweer liggend       | 23e    | Alfred Grütter                                                                          | 285   |
| Militair geweer liggend       | 23e    | Konrad Stäheli                                                                          | 285   |
| Militair geweer drie posities | 1e     | Emil Kellenberger                                                                       | 930   |
| Militair geweer drie posities | 8e     | Franz Böckli                                                                            | 883   |
| Militair geweer drie posities | 9e     | Konrad Stäheli                                                                          | 881   |
| Militair geweer drie posities | 16e    | Louis-Marcel Richardet                                                                  | 873   |
| Militair geweer drie posities | 19e    | Alfred Grütter                                                                          | 832   |
| Militair geweer team          | 1e     | Franz Böckli, Alfred Grütter, Emil Kellenberger, Louis-Marcel Richardet, Konrad Stäheli | 4399  |

Argentinië · Australië · België · Bohemen · Brits-Indië · Canada · Cuba · Denemarken · Duitsland · Frankrijk · Griekenland · Groot-Brittannië · Haïti · Hongarije · Iran · Italië · Luxemburg · Mexico · Nederland · Noorwegen · Oostenrijk · Peru · Roemenië · Rusland · Spanje · Verenigde Staten · Zweden · Zwitserland · Gemengde teams